# 107074 Ansonsylva
107074 Ansonsylva este un asteroid din centura principală de asteroizi.

## Descriere
107074 Ansonsylva este un asteroid din centura principală de asteroizi. A fost descoperit pe 14 ianuarie 2001 la Haleakala în cadrul programului NEAT. Asteroidul prezintă o orbită caracterizată de o semiaxă mare de 2,17 ua, o excentricitate de 0,13 și o înclinație de 2,5° în raport cu ecliptica.